# Spire of Dublin
Spire of Dublin, irsk: An spuaic Duibhlinn, med den alternative titel Monument of light, irsk: An Túr Solais er et stort, nåleformet monument i rustfrit stål, der står på O'Connell Street, der er en hovedfærdselsåre igennem Dublin, Irland. Den er 120 m høj, og den står hvor den tidligere Nelson's Pillar var placeret (og før dette en statue af William Blakeney) Den blev opført fra 2002 til 2003.

## Hæder
- 2003 British Construction Industry International Award finalist
- 2004 Nomineret til RIBA National Award & Stirling Prize
- 2005 Mies Van der Rohe Prize list